# Vergennes (Vermont)
Vergennes [vɚˈdʒɛnz] ist eine City im Addison County des Bundesstaates Vermont in den Vereinigten Staaten mit 2553 Einwohnern (laut Volkszählung von 2020).

## Geografie

### Geografische Lage
Vergennes liegt im Nordwesten des Addison Countys, an den mündungsnächsten Wasserfällen des Otter Creek in der fruchtbaren und wasserreichen Ebene zwischen der Westflanke der Green Mountains und dem Lake Champlain. Das Gebiet der City ist eben.

### Nachbargemeinden
Alle Entfernungen sind als Luftlinien zwischen den offiziellen Koordinaten der Orte aus der Volkszählung 2010 angegeben.
- Norden: Charlotte, 15,0 km
- Nordosten:  Monkton, 12,0 km
- Südosten: New Haven, 9,0 km
- Süden: Waltham, 3,0 km
- Südwesten: Panton, 8,0 km
- Nordwesten: Ferrisburgh, 5,0 km

### Klima
Die mittlere Durchschnittstemperatur in Vergennes liegt zwischen −8,3 °C (17 °Fahrenheit) im Januar und 20,3 °C (69 °Fahrenheit) im Juli. Damit ist der Ort gegenüber dem langjährigen Mittel der USA um etwa 12 Grad kühler. Die Schneefälle zwischen Oktober und Mai liegen mit mehr als fünfeinhalb Metern etwa doppelt so hoch wie die mittlere Schneehöhe in den USA, die tägliche Sonnenscheindauer liegt am unteren Rand des Wertespektrums der USA, im Zeitraum September bis Dezember sogar deutlich darunter.

## Geschichte
Ursprünglich war das Gebiet des heutigen Vergennes Teil der Towns Ferrisburgh, Panton und New Haven und wurde ab 1766 besiedelt. Die erste feste Niederlassung auf dem Gebiet wurde an der Stelle des heutigen Hauptortes errichtet. Da umstritten war, ob New York oder New Hampshire die Ländereien verkaufen durften kam es zu einigen, auch paramilitärisch unterstützten, Streitigkeiten, wie auch an anderen Stellen im späteren Vermont. Sie mündeten nach dem Unabhängigkeitskrieg in der Gründung der von beiden US-Bundesstaaten unabhängigen Vermont Republic und nach der Beilegung des Streites zur Bildung des heutigen Bundesstaates Vermont.
Während des Unabhängigkeitskrieges wurde die amerikanische Verteidigungslinie im März 1779 an die Nordgrenze der Towns Castleton und Pittsford zurückgezogen und die nördlich davon liegenden Gebiete, so auch der Bereich des heutigen Vergennes, evakuiert. Erst ab 1783, nach Ende des Krieges, wurde die Besiedlung des Gebietes wieder aufgenommen.
Ab 1786 wurde der Hafen am Wasserfall zu einem wichtigen Umschlagpunkt für Waren, die über den See aus und nach Kanada gehandelt wurden; ein Abkommen Ethan Allens mit den Franzosen in Kanada garantierte die Zollfreiheit der hier umgeschlagenen Waren (insbesondere die hier produzierte Pottasche und Holz), was den Hafen zu einem wichtigen Ausgangspunkt für die Besiedlung des Nordwestens Vermonts machte. Im selben Jahr wurde eine Holzbrücke für den Straßenverkehr errichtet. In der Folgezeit griff Allen ein Vorhaben auf, das er bereits in einem Brief an den französischen Botschafter in New York, Hector St. John De Crevecour, am 20. Mai 1785 vorgestellt hatte: Eine eigenständige Stadt am Wasserfall zu errichten. Am 23. Oktober 1788 wurde Vergennes in einer Größe von etwa 400 × 480 rods (entspricht etwa 2,0 × 2,5 km) und einer Fläche von 1200 acres (etwa 4,85 km²) aus den hier zusammentreffenden Towns Ferrisburgh, Panton und New Haven ausgegliedert und unter eigene Verwaltung gestellt. Dies geschah gleich in der Verwaltungsform der City, nicht, wie bei allen anderen Siedlungen Vermonts, als Town oder Village. Die Gründe hierfür sind nicht überliefert. Die konstituierende Stadtversammlung fand am 12. März 1789 statt. Der Name der Stadt wurde als Ehrung für den damaligen französischen Außenminister, dem Count De Vergennes, gewählt.
Durch den Zuschlag einer weiteren Fläche aus der Town New Haven wurde die Fläche am 1. November 1791 beträchtlich vergrößert, doch dieselbe Fläche wurde bereits am 31. Oktober 1796 zur Gründung der Town Waltham wieder abgespalten. Allerdings wurde den Siedlern in Waltham vorerst das Recht vorenthalten, einen eigenen Abgeordneten ins Repräsentantenhaus von Vermont zu entsenden; ihre Interessen wurden durch den Abgeordneten von Vergennes vertreten.
1808 entdeckten Geschäftsleute aus Boston die Stadt als geeigneten Standort für eine Stahlproduktion. Sie gründeten eine Gesellschaft, die Monkton Iron Company, kauften große Ländereien entlang des Tosbeckens des Wasserfalls, errichteten große Kohlebunker und produzierten ab 1809 aus dem Eisenerz, das aus Monkton herbeigeschafft wurde, und aus selbst produzierter Holzkohle, Stahl, der an neun Arbeitsplätzen verhüttet wurde.
Am 18. Juni 1812 erklärten die USA, insbesondere wegen Übergriffen auf ihre Staatsbürger und Handelsschiffe, den Krieg gegen Großbritannien. Sie versuchten mehrfach erfolglos, den britischen Teil Kanadas zu erobern; die Kämpfe an der kanadischen Grenze fanden in erster Linie an den westlich gelegenen Großen Seen statt. Im Sommer 1813 wurde der junge Offizier Thomas Macdonough zum Befehlshaber der kleinen Flotte amerikanischer Segelschiffe auf dem Lake Champlain ernannt. Er suchte ein geeignetes Winterquartier für seine Schiffe und fand sie im Otter Creek, etwa 1 ½ km von dessen Mündung entfernt und errichtete an der Mündung ein die Flotte sicherndes Fort. Um seine Flotte zu ergänzen, richtete Macdonough in Vergennes, direkt unterhalb der Fälle und in Nachbarschaft der Schmieden, eine Werft ein, in der seine Flotte u. a. um 10 bewaffnete Ruderboote aufgestockt und Kanonen hergestellt wurden; ebenso andere Eisenwaren und das benötigte Schießpulver. Auch das Flaggschiff der Flotte, die USS Saratoga, soll hier innerhalb von 14 Tagen auf Kiel gelegt und fertiggestellt worden sein. Als im Herbst 1814 die Engländer eine Gegeninvasion versuchten wählten sie den Lake Champlain als Invasionsweg ins Innere der Konföderation. Am 11. September stellte sich Macdonough ihnen in der Schlacht bei Plattsburgh in den Weg. In einer zweistündigen Seeschlacht besiegte er die britischen Schiffe und bereitete damit den Weg zum Frieden von Gent am 24. Dezember 1814 vor: Beide Gegner hatten sich als ebenbürtig erwiesen, keine Seite hatte Landgewinne zu verzeichnen. Vergennes war zum Marinestützpunkt geworden. Allerdings waren die Erzvorkommen in Monkton weitgehend abgebaut; die meisten Schmieden wurden daher im Juni 1816 geschlossen.
Die von Macdonough angelegte Militärwerft nahm nach dem Ende des Krieges auch zivile Aufträge an. So wurden hier die Dampfboote Phoenix (1815), Champlain (1817), die Congress (1818) und die zweite Phoenix (1820) auf Kiel gelegt; weitere Dampfschiffe folgten. Mit diesen Schiffen wurden allmählich die Segelschiffe auf dem Lake Champlain ersetzt, die bisher den Handel zwischen Kanada, New York und Vermont ermöglichten. Doch nach der Schließung der Monkton Iron Company stagnierte die Wirtschaft in Vergennes. Erst mit Eröffnung des Champlain Canals 1823, der den Hudson River mit dem Lake Champlain verband, und der Einrichtung eines Militärkomplexes der US-Streitkräfte, dem Champlain Arsenal, ab 1828 boomte die Industrie wieder. 1827 wurde hier die erste Bank Vermonts, die State Bank, gegründet, die 1865 zur National Bank of Vergennes wurde. Bis etwa 1830 schlugen jedes Jahr im Sommer Indianergruppen ihre Zelte auf einer nahen Insel im Fluss auf. Dann entwickelte sich der Hafen Vergennes zu einem Knotenpunkt des mittleren Vermonts für den Handel zwischen den Städten des Staates New York entlang dem Hudson River und für den weiten Umkreis der Stadt. Unterstützt wurde diese Entwicklung durch den Bau der Bahnlinie durch die Green Mountains, die 1847 eröffnet wurde.
Erst ab etwa 1900 erlahmte die industrielle Entwicklung des Ortes und verlagerte sich zunehmend in den Großraum Burlington. Heute ist Vergennes in erster Linie ein lokales Zentrum für den ländlichen Raum, das sich zu einem touristischen Anziehungspunkt zu wandeln versucht. Auch hierbei spielt der Champlain Canal eine Rolle, der seit den 1970er Jahren seine Rolle als Warenverkehrsweg verloren hat und nun vornehmlich als Wasserstraße für Freizeitsegler dient.
Hauptarbeitgeber des Ortes und zugleich zweitgrößter Arbeitgeber Addison Countys ist eine Niederlassung der UTC Aerospace, früher: Goodrich Corporation, mit 700 Mitarbeitern.

### Religion
Im Ort sind sieben Kirchengemeinden angesiedelt: mehrere katholische sowie je eine methodistische, episkopale, und christlich-reformierte Kirche. Außerdem ist eine Gemeinde der Assembly of God im Ort ansässig.

### Einwohnerentwicklung
| Volkszählungsergebnisse – City of Vergennes, Vermont | Volkszählungsergebnisse – City of Vergennes, Vermont | Volkszählungsergebnisse – City of Vergennes, Vermont | Volkszählungsergebnisse – City of Vergennes, Vermont | Volkszählungsergebnisse – City of Vergennes, Vermont | Volkszählungsergebnisse – City of Vergennes, Vermont | Volkszählungsergebnisse – City of Vergennes, Vermont | Volkszählungsergebnisse – City of Vergennes, Vermont | Volkszählungsergebnisse – City of Vergennes, Vermont | Volkszählungsergebnisse – City of Vergennes, Vermont | Volkszählungsergebnisse – City of Vergennes, Vermont |
| Jahr                                                 | 1700                                                 | 1710                                                 | 1720                                                 | 1730                                                 | 1740                                                 | 1750                                                 | 1760                                                 | 1770                                                 | 1780                                                 | 1790                                                 |
| ---------------------------------------------------- | ---------------------------------------------------- | ---------------------------------------------------- | ---------------------------------------------------- | ---------------------------------------------------- | ---------------------------------------------------- | ---------------------------------------------------- | ---------------------------------------------------- | ---------------------------------------------------- | ---------------------------------------------------- | ---------------------------------------------------- |
| Einwohner                                            |                                                      |                                                      |                                                      |                                                      |                                                      |                                                      |                                                      |                                                      |                                                      | 201                                                  |
| Jahr                                                 | 1800                                                 | 1810                                                 | 1820                                                 | 1830                                                 | 1840                                                 | 1850                                                 | 1860                                                 | 1870                                                 | 1880                                                 | 1890                                                 |
| Einwohner                                            | 516                                                  | 835                                                  | 817                                                  | 999                                                  | 1.017                                                | 1.378                                                | 1.286                                                | 1.570                                                | 1.782                                                | 1.773                                                |
| Jahr                                                 | 1900                                                 | 1910                                                 | 1920                                                 | 1930                                                 | 1940                                                 | 1950                                                 | 1960                                                 | 1970                                                 | 1980                                                 | 1990                                                 |
| Einwohner                                            | 1.753                                                | 1.483                                                | 1.609                                                | 1.705                                                | 1.662                                                | 1.736                                                | 1.921                                                | 2.242                                                | 2.273                                                | 2.578                                                |
| Jahr                                                 | 2000                                                 | 2010                                                 | 2020                                                 | 2030                                                 | 2040                                                 | 2050                                                 | 2060                                                 | 2070                                                 | 2080                                                 | 2090                                                 |
| Einwohner                                            | 2.741                                                | 2.588                                                | 2.553                                                |                                                      |                                                      |                                                      |                                                      |                                                      |                                                      |                                                      |

## Wirtschaft und Infrastruktur

### Verkehr
Die Gemeinde ist über die Bahnstrecke Bellows Falls–Burlington via Burlington nach Westen an Washington, D.C. und nach Osten über Rutland und Bellows Falls an die Metropolen der Atlantikküste angeschlossen. Der Basin Harbor Airport ist rund neun Kilometer im Westen gelegen. Die U.S. Route 7 schließt, zusätzlich zur Vermont Road 22A, Vergennes an das kontinentale Schnellstraßensystem an.

### Öffentliche Einrichtungen
Das nächstgelegene Krankenhaus ist das Porter Medical Center in Middlebury.

### Bildung
Vergennes gehört mit Addison, Ferrisburgh, Panton und Waltham zum Addison Northwest School District.
In Vergennes befindet sich die Vergennes Union Elementary School mit Schulklassen von Kindergarten bis zum sechsten Schuljahr, sowie die weiterführende Vergennes Union High School mit Schulklassen vom siebten bis zum zwölften Schuljahr.
Die Bixby Memorial Free Library in Panton ist für die Towns Addison, Ferrisburgh, Panton, Vergennes und Waltham die gemeinsam betriebene öffentliche Bibliothek.

## Persönlichkeiten

### Söhne und Töchter der Stadt
- Ethan A. Hitchcock (1798–1870), General der US-Armee
- Frederick E. Woodbridge (1818–1888), Politiker und Abgeordneter im Repräsentantenhaus von Vermont
- Joseph K. Edgerton (1818–1893), Politiker und Abgeordneter im US-Repräsentantenhaus